# M3 (Hongarije)
De snelweg M3 begint in Boedapest en loopt naar Nyíregyháza vanwaar de snelweg in 2013 is verlengd tot Őr. In oktober 2014 is het traject Őr - Vásárosnamény gereed gekomen. De snelweg zal nog verder doorgetrokken worden tot de grens met Oekraïne bij het dorp Beregdaróc. Dit leidt tot betere verbindingen met de etnisch Hongaarse stad Berehove aan de Oekraïense zijde van de grens.
Het overgrote deel heeft twee maal twee banen, maar in heuvelachtig gebied is dit uitgebreid met een extra baan, vanwege vrachtverkeer wat langzaam klimt. De M3 volgt de route van de weg 3.
Daarnaast sluiten twee andere snelwegen op de M3 aan. Zo komt vanuit noordelijke richting de M30 vanuit Miskolc aan en vanuit zuidelijke richting de M35 vanaf Debrecen aan.
In de toekomst zullen ook de autowegen M49 naar Satu Mare en de M34 naar Záhony worden aangesloten op de M3. Dit zal leiden tot betere verbindingen naar de Roemeense en Oekraïense grensovergangen.
Op dit moment wordt deze snelweg veel gebruikt door verkeer van en naar het westen van Roemenië. Wanneer de M4 klaar is, is er een nog snellere en kortere route van en naar dat buurland.
M0 ·
M1 ·
M2 ·
M3 ·
M4 ·
M5 ·
M6 ·
M7 ·
M8 ·
M9 ·
M15 ·
M19 ·
M25 ·
M30 ·
M31 ·
M35 ·
M43 ·
M44·
M51 ·
M60 ·
M70·
M76·
M80·
M85·
M86